# Dongyi (socken)
För den forntida folkgruppen; se Dongyi (folk).
Dongyi (kinesiska: 东一, 东一乡) är en socken i Kina. Den ligger i provinsen Zhejiang, i den östra delen av landet, omkring 55 kilometer sydost om provinshuvudstaden Hangzhou.
Genomsnittlig årsnederbörd är 2 020 millimeter. Den regnigaste månaden är juni, med i genomsnitt 365 mm nederbörd, och den torraste är januari, med 79 mm nederbörd.